# Syriusz (powieść)
Syriusz (tyt. oryg. Sirius: A Fantasy of Love and Discord, dosł. Fantazja o miłości i niezgodzie) – powieść fantastyczno-naukowa Olafa Stapledona z roku 1944, opowiadająca o psie, którego inteligencja dorównuje ludzkiej.

## Treść
Akcja utworu dzieje się w Wielkiej Brytanii, około roku 1940. Biolog Thomas Trelone opracowuje technikę stymulowania wzrostu mózgu u zwierząt za pomocą hormonów. Dzięki tej metodzie tworzy rasę superowczarków. Jednym z nich jest Syriusz, który na początku wydaje się opóźniony w rozwoju, jednak później zdradza niezwykłe u psów zdolności. Syriusz jest w stanie mówić (choć zrozumienie jego mowy nie jest rzeczą łatwą) i używać narzędzi (trzymając je w pysku). Szczeniak wychowuje się z córką profesora – Plaxy, z którą łączy go bardzo bliska więź. W późniejszym wieku Syriusz zostaje wysłany jako pomocnik do walijskiego pasterza Pugha. Po odbyciu praktyki odwiedza Cambridge, gdzie zostaje poddany dokładnym badaniom naukowym. Frustracja spowodowana brakiem zrozumienia przez ludzi sprawia, że pies staje się coraz bardziej agresywny. Problem nasila się po śmierci profesora w czasie niemieckich nalotów na Londyn. By uchronić przyjaciela przed degradacją do poziomu wilka, Plaxy zgadza się zamieszkać z nim na farmie Pugha. Niestety angielskie władze nakazują jej przeprowadzkę celem udziału w służbie cywilnej. Sytuację pogarszają sąsiedzi, którzy podejrzewają Plaxy i Syriusza o uprawianie zoofilii. Po przeniesieniu Plaxy Pugh zatrudnia służącą, która niesłusznie oskarża psa o gwałt. Rozwścieczeni wieśniacy zabijają Syriusza. Jego ostatnimi słowami są „Syriusz-Plaxy, warto było”.